# Sony HB-101
El Sony MSX HitBit-101 o Sony HB-101 fue un ordenador doméstico compatible MSX-1 desarrollado por Sony, que se lanzó en 1984. El color de la carcasa cambió del rojo y blanco/gris de las unidades vendidas en Japón al negro de las exportadas. En estas últimas (como en el resto de su gama), Sony añadió un sufijo que indicaba la disposición del teclado y/o idioma de las posibles aplicaciones en ROM y manuales. Así por ejemplo :
- D Alemania /Austria, teclado QWERTZ
- P Portugal, teclado QWERTY
- S España, teclado QWERTY con Ñ
- F Francia, teclado AZERTY, cable de Euroconector de serie

Este es uno de los modelos más populares de Sony en España por su facilidad para trasladarlo. Aunque hay modelos superiores, se vende bien pues los juegos entonces no requieren toda la RAM y el joystick integrado resulta muy funcional, sobre todo combinado con la pausa por Hardware.

## Detalles Técnicos
- CPU Zilog Z80A a 3,579 MHz
- ROM 32 KiB, 16 KiB para el MSX BASIC V1.0, 16 KB para la BIOS
- RAM 32 KiB ampliables a 4096 mediante cartuchos
- VRAM 16 KiB controladas directamente por un Chip de gráficos Texas Instruments TMS9918 / TMS9928 / TMS9929 con capacidad de 32 sprites (1 color, max 4 por línea horizontal). 16 colores disponibles. Caracteres redefinibles por el usuario. 4 modos direccionables desde BASIC
  - SCREEN 0 : texto de 40 x 24 con 2 colores
  - SCREEN 1 : texto de 32 x 24 con 16 colores
  - SCREEN 2 : gráficos de 256 x 192 con 16 colores
  - SCREEN 3 : gráficos de 64 x 48 con 16 colores
- Sonido : Chip de sonido General Instrument AY-3-8910 con 3 canales de 8 octavas de sonido más uno de ruido blanco.
- Carcasa Caja rectangular tirando a cuadrada con formas redondeadas, laterales biselados, de plástico rojo o blanco/gris en las unidades japonesas, y negro en las exportadas. Dos ranuras de cartucho MSX en paralelo en la esquina superior derecha, protegidos por trampilla. En la trasera, conector RCA de Audio/Video, modulador de TV, conector de casete, Interfaz paralelo MSX, toma de tierra, salida del cable de la fuente de alimentación interna e interruptor de alimentación. Trasera con dos salientes que permiten apoyarlo en vertical sobre ellas. En la zona ventral, trampilla para guardar el cable. Dos conectores de joystick MSX en el lateral derecho.

- Teclado QWERTY/AZERTY/QWERTZ de 75/76 teclas. Incluye todas las teclas estándar : Escape, Tab, Caps Lock, Control y 2 Shift. 5 teclas de función más finas en color naranja (usando Shift + Fn, un total de 10 funciones disponibles). Junto a estas 4 teclas grises de edición del mismo tamaño : Copy, Paste/Insert, Out/Delete y tecla STOP. Pulsador RESET protegido en color rojo. En el lado derecho, cruceta de cursor con conector del ministick para usarlo como Joystick 0, y sobre ella tecla PAUSE con un led rojo para indicar su activación (provoca la congelación de la ejecución mediante una NMI). Barra espaciadora. A cada lado de esta, en los teclado japoneses se sigue la norma del resto de teclados MSX con una tecla GRAPH a la izquierda y una CODE a la derecha. Pero en los europeos hay 2 teclas CODE (mitad del tamaño del de otros teclados MSX) una a cada lado de la barra, y Graph (a la derecha del segundo CODE). En combinación con las teclas alfanuméricas permiten acceder a los pares de caracteres gráficos serigrafiados en cada tecla.

- Soporte
  - Interfaz de casete a 1200 o 2400 baudios (Formato FSK). Fácilmente modificable por ensamblador
  - Unidad de disquete opcional de 5,25 o 3,5 pulgadas y simple o doble cara (cualquiera compatible MSX)
  - Unidad QuickDisk opcional
  - Cartucho ROM

- Entrada/Salida :
  - Dos ranuras de cartucho MSX
  - Conector Monitor Audio/Video (conector RCA)
  - En los modelos franceses conector DIN 8 de monitor RGB
  - Conector de TV (modulador de RF UHF) PAL (NTSC en Japón)
  - Conector DIN 8 de Interfaz de casete MSX
  - Puerto paralelo de impresora MSX (conector Centronics 14)
  - Toma de tierra
  - Dos conectores DE-9 de Joystick MSX
- Ampliaciones : puede usar cualquier periférico compatible MSX (más de 200 documentados). De los fabricados por Sony podemos citar :

| Código          | Descripción                                                                                  |
| --------------- | -------------------------------------------------------------------------------------------- |
| Sony CPS-14F1   | MSX monitor                                                                                  |
| Sony GB-5E      | Trackball                                                                                    |
| Sony GB-6       | Trackball                                                                                    |
| Sony GB-7       | Trackball                                                                                    |
| Sony HBD-20W    | unidad de disco de 720kB 3,5"                                                                |
| Sony HBD-30X/W  | unidad de disco de 720kB 3,5"                                                                |
| Sony HBD-50     | unidad de disco de 360kB 3,5" (simple cara)                                                  |
| Sony HBD-F1     | unidad de disco de 720kB 3,5" + interface (controladora WD2793)                              |
| Sony HBI-50     | expansor de 2 slots                                                                          |
| Sony HBI-55     | 4 KiB S-RAM data cartidge (puede usarse de SRAMdisk pagar guardar/cargar programas BASIC).   |
| Sony HBI-232    | interfaz RS-232C                                                                             |
| Sony HBI-300    | cartucho módem 300 baudios                                                                   |
| Sony HBI-1200   | cartucho módem 1200 baudios                                                                  |
| Sony HBK-30     | unidad de disco de 720kB 3,5"                                                                |
| Sony HBK-35     | cable de interfaz a unidad de floppy                                                         |
| Sony HBK-50     | cable de Casete                                                                              |
| Sony HBK-100    | cable de impresora MSX                                                                       |
| Sony HBM-16     | 16 KiB RAM extension                                                                         |
| Sony HBM-64     | 64 KiB RAM extension                                                                         |
| Sony HBM-512    | 512 KiB Memory Mapper expansion, (sólo compatible con los Sony por la lentitud de los chips) |
| Sony HBP-F1     | Impresora térmica MSX                                                                        |
| Sony HBP-F1C    | Impresora térmica en color MSX                                                               |
| Sony JS-33      | MSX joypad                                                                                   |
| Sony JS-55      | MSX joystick                                                                                 |
| Sony JS-70      | MSX joystick                                                                                 |
| Sony JS-75      | Joystick infrarrojo, receptor incluido                                                       |
| Sony JS-C75     | Wireless Joystick Commander, adicional para el JS-75                                         |
| Sony JS-303T    | MSX joypad                                                                                   |
| Sony JS-C75     | Joystick infrarrojo                                                                          |
| Sony KV-14G2    | TV (14")                                                                                     |
| Sony KV-M14D TV | (14", CVBS input, con control remoto)                                                        |
| Sony KV-P14D TV | (14", CVBS input, sin control remoto)                                                        |
| Sony MOS-1      | MSX mouse                                                                                    |
| Sony PRK-C41    | lápiz de Plotter, pequeño                                                                    |
| Sony PRK-C42    | lápiz de Plotter, grande                                                                     |
| Sony PRN-120    | Impresora MSX                                                                                |
| Sony PRN-M24    | Impresora MSX de 24 agujas                                                                   |
| Sony PRN-M24II  | Impresora MSX de 24 agujas                                                                   |
| Sony PRN-M09    | Impresora MSX                                                                                |
| Sony PRN-T24    | Impresora térmica MSX de 24 agujas (batería/corriente)                                       |
| Sony PRN-C41    | MSX colour plotter de 4 lápices                                                              |
| Sony RK-140     | cable audio/video cable (audio and video connector)                                          |
| Sony SDC-500    | Datasette                                                                                    |
| Sony SDC-600(S) | Datasette                                                                                    |
| Sony SPC-14     | Monitor                                                                                      |
| Sony TCM-3000D  | Datasette                                                                                    |
| Sony VMC-366    | audio/video cable (un conector)                                                              |
| Sony WS2793-02  | Interfaz de disco para la HBD-50                                                             |

## Fuente
- El Museo de los 8 Bits